# Epeiromulona brasiliensis
Epeiromulona brasiliensis là một loài bướm đêm thuộc phân họ Arctiinae, họ Erebidae.